# Меморіальний онкологічний центр імені Слоуна — Кеттерінга
Меморіа́льний онкологі́чний центр ім. Сло́уна — Ке́ттерінга (англ. Memorial Sloan Kettering Cancer Center, (cкор.) MSK або MSKCC) — онкологічний центр, що займається лікуванням та вивченням раку і знаходиться в Нью-Йорку (США). Центр був заснований в 1884 році як Нью-Йоркська онкологічна лікарня (англ. New York Cancer Hospital). Його головний кампус розташований на Мангеттені, за адресою: Йорк-авеню, 1275, між 67-ю і 68-ю вулицями.

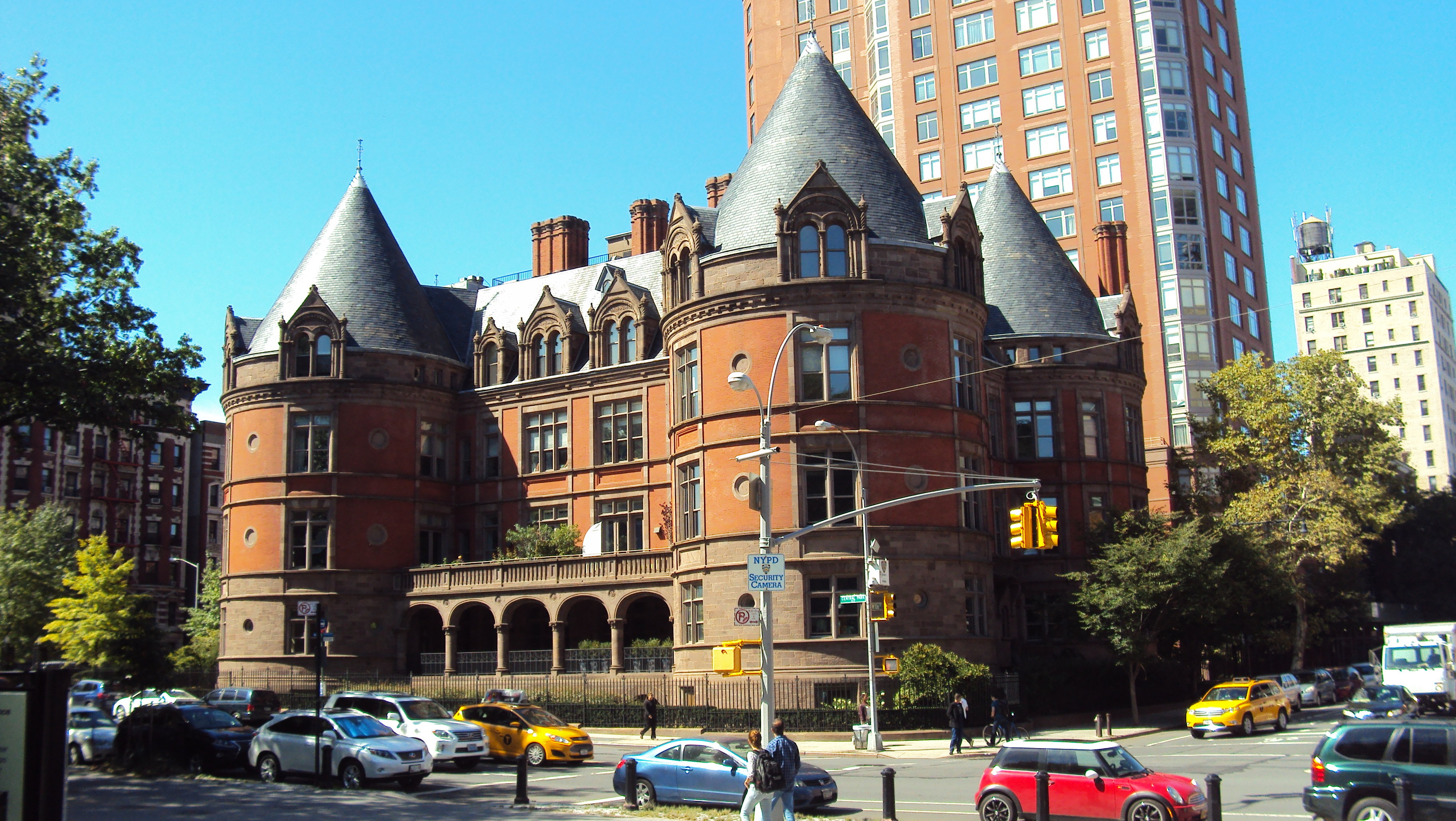
Колишня будівля Нью-Йоркської онкологічної лікарні в Мангеттені, побудована між 1884 і 1886 роками (на даний час є житловою нерухомістю)

## Історія

### Нью-Йоркська онкологічна лікарня (1884—1934)
Меморіальний центр було засновано у Верхньому Вест-Сайді Мангеттена у 1884 році як Онкологічна лікарня Нью-Йорка. Серед засновників центру були Джон Джейкоб Астор III та його дружина Шарлотта. Лікуючим хірургом було призначено Вільяма Колі, котрий першим застосував імунотерапію для боротьби з пухлинами.
Роза Готорн, дочка письменника Натанієля Готорна, проходила підготовку у лікарні влітку 1896 року перед тим, як заснувала свій орден Домініканських сестер Готорна.
У 1899 році назву закладу було змінено на «Загальна меморіальна лікарня з лікування раку і супутніх захворювань» (англ. General Memorial Hospital for the Treatment of Cancer and Allied Diseases)..
Близько 1910 року свое співробітництво з Меморіальною лікарнею розпочав професор медичного коледжу Корнелльського університету Джеймс Юїнг. Промисловець і філантроп Джеймс Дуглас виділив $100,000 на оснащення двадцяти ліжко-місць для клінічних досліджень, а також придбання обладнання для роботи с радієм і клінічної лабораторії. Ентузіазм і фінансова підтримка Дугласа надихнули Юїнга на те, щоб стати одним з піонерів променевої терапії. Незабаром Юїнг взяв на себе керівництво клінічними і лабораторними дослідженнями у лікарні.
У 1916 році лікарню було знову перейменовано: з назви забрали слово «загальна», і вона стала відмою просто як Меморіальна лікарня (англ. Memorial Hospital).
Першу у США програму додаткового спеціалізованого медичного навчання (fellowship training) було створено в Меморіальній лікарні у 1927 році і вона була профінансована Рокфеллерами.
У 1931 році у відділенні радіотерапії було встановлено найпотужнішу на той час рентгенівську трубку з напругою 900 кіловольт. Трубка створювалась компанією General Electric протягом декількох років.
Також у 1931 році Юїнг був офіційно призначений президентом лікарні, хоча фактично виконував ці обов'язки і до цього. Його фото було розміщено на обкладинці журналу «Time» з підписом «Людина раку Юїнг». Супровідна стаття описувала його роль як одного з найпомітніших онкологів того часу.
Юїнг пропрацював у Меморіальній лікарні до свого виходу на пенсію у 1939 році. Під його керівництвом заклад, поєднуючи лікування пацієнтів з клінічними та лабораторними дослідженнями, став зразком для інших ракових центрів у США. Видатний генетик Роллінс Емерсон так висловився про Юїнга: «Кожна організація — це лише подовжена тінь певної людини. Доктор Юїнг — це Меморіальна лікарня».

### Меморіальна лікарня та Інститут ім. Слоуна— Кеттеринга (1934—1980)

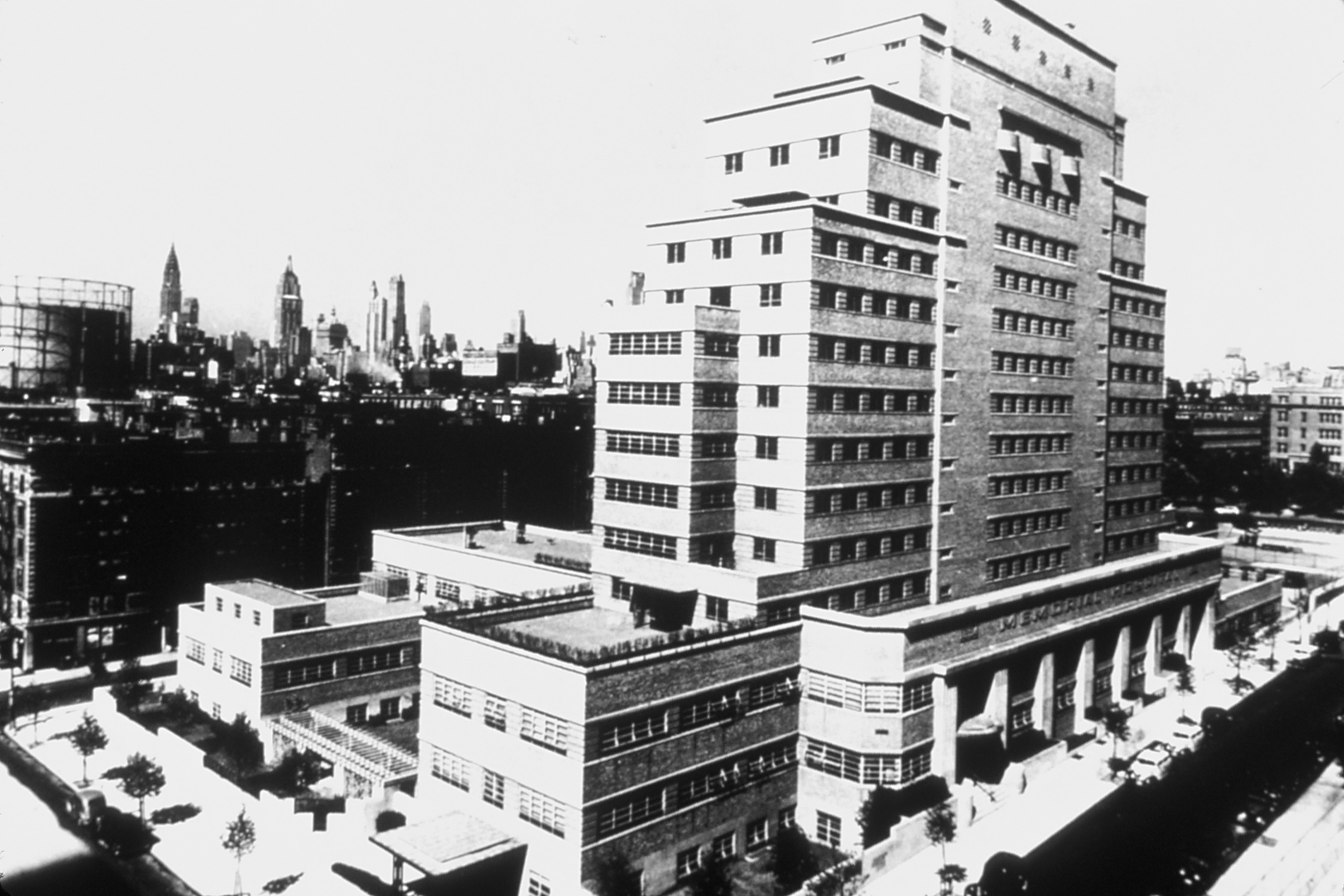
Будівля Меморіальної лікарні, зведена між 1936 і 1939 роками на Йорк авеню

У 1934 році Джон Д. Рокфеллер-молодший пожертвував землю на Йорк авеню для нового місця розташування лікарні. Ще через два роки він подарував Меморіальній лікарні $3,000,000 і лікарня розпочала свій переїзд на нове місце. Меморіальна лікарня офіціально відкрилась на новому місці у 1939 році.
У 1945 році голова концерну General Motors Альфред П. Слоун через свою фундацію пожертвував $4,000,000 на створення Інституту досліджень раку ім. Слоуна — Кеттерінга (Sloan Kettering Insitute, SKI). А віце-президент і директор з досліджень General Motors, Чарлз Ф. Кеттерінг погодився особисто курувати організацію програми з досліджень раку. Попервах незалежний дослідницький інститут був побудований поряд із Меморіальною лікарнею.
У 1948 році директором Меморіальної лікарні став Корнеліус П. Роадс (1898—1959). Роадс працював над програмами хімічної зброї для армії США під час Другої світової війни, де виявив, що азотисті іприти потенційно можуть бути використані як ліки від раку. Він забезпечував співпрацю між клініцистом Джозефом Бурченалем, Гертрудою Б. Елайон (1918—1999) і Джорджем Г. Гітчінгсом (1905—1998) з фундації Burroughs Wellcome, котрий відкрив меркаптопурин. Це співробітництво привело до розроблення і потім до широкого використання цього протиракового засобу:91–92.
Із середини 1950-х до середини 1960-х років Честер М. Саутем (1919—2002) провів у центрі перші клінічні випробування з віротерапії та імунотерапія раку. Однак він проводив свої дослідження на людях за відсутності їхньої інформованої добровільної згоди. Він проводив це як зі своїми пацієнтами, так і з пацієнтами інших лікарів, а також із в'язнями. У 1963 році деякі лікарі розкритикували відсутність згоди пацієнта в його експериментах і доповіли на нього регентам Університету штату Нью-Йорк, котрі признали Саутема винним у шахрайстві, обмані і непрофесійній поведінці й дали йому один рік випробувального терміну. Експерименти Саутема та розгляд його справи регентами висвітлювались газетою «Нью-Йорк таймс».
У 1960 році Меморіальний онкологічний центр ім. Слоуна — Кеттерінга було сформовано як нову корпорацію для координування роботи двох закладів. Президентом центру став Джон Геллер, колишній директор Національного інституту онкології США..
До кінця 1960-х років, коли педіатрична онкологія почала робити перші успіхи, Меморіальний центр відкрив амбулаторну денну поліклініку, частково для роботи із зростаючим числом людей, що вижили після раку.
На початку 1970-х років Джозеф Бурченал і Бенно Шмідт, професійний інвестор і довірена особа MSK, були призначені до президентської комісії, яка ініціювала Війну федерального уряду США проти раку War on Cancer) на початку 1970-х років:184 Коли у 1971 році Конгрес ухвалив Національну програму боротьби з раком (англ. National Cancer Act), центр було названо одним з трьох ключових комплексних онкологічних центрів у США.
У 1977 році Джиммі Голланд (1928—2017) заснувала у центрі постійну психіатричну службу, покликану допомагати людям, хворим на рак, долати хворобу. Це була одна з перших подібних програм, що поклала початок новій галузі — психоонкології.

### Меморіальний онкологічний центр ім. Слоуна— Кеттерінга (з 1980-го)
У 1980 році Меморіальна лікарня та Інститут ім. Слоуна-Кеттерінга офіційно об'єднались в одне ціле під назвою
«Меморіальний онкологічний центр ім. Слоуна-Кеттерінга».
У 2000 році центр очолив колишній директор Національних інститутів охорони здоров'я США Гаролд Вармус. Під час його перебування на посаді були збудовані нові об'єкти, зміцнено зв'язок між клінічним і дослідницьким відділами МСК, а також налагоджено співробітництво з іншими закладами, такими як медичний коледж Вейл Корнелл і Рокфеллерський університет.
Онколог і дослідник Крейг Б. Томпсон був призначений президентом центру у 2010 році. В наступному, 2011, році Меморіальний центр посів третє місце у списку найуспішніших некомерційних організацій за схваленими FDA препаратами і вакцинами, пропустивши вперед Національні інститути охорони здоров'я і Каліфорнійський університет.
У 2012 році Томпсон призначив Хосе Базельгу (1959—2021) головним лікарем клінічної частини центру. У тому ж році було оголошено про співробітництво із проектом IBM Watson з метою розроблення нових інструментів і ресурсів для досягнення точнішої діагностики та рекомендацій пацієнтам. У 2013 році на посаду директора дослідницької частини центру (SKI), був призначений Джоан Массаге.

## Інші об'єкти і програми

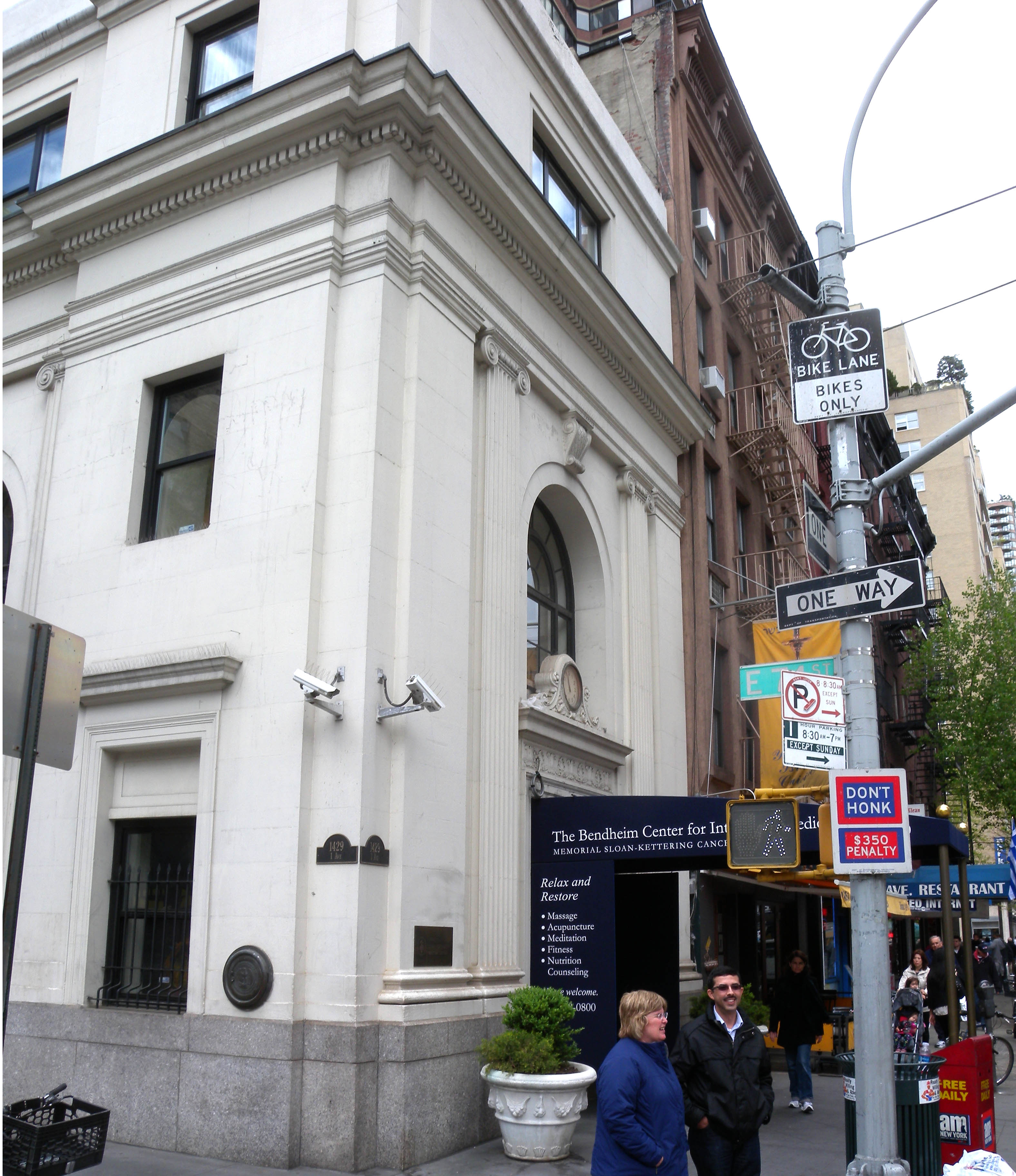
Центр інтегративної медицини (Bendheim Integrative Medicine Center)

Центр інтегративної медицини Bendheim Integrative Medicine Center Меморіального онкологічного центру ім. Слоуна — Кеттерінга розташований в Мангеттені за адресою 429 First Avenue, на East 74 Street. Колишня будівля банку була споруджена у 1930-х за проектом фірми Perkins Eastman. У 1997 році будівлю було реконструйовано для використання центром.
У 2005 році Луїс Герстнер відкрив в Меморіальному центрі Вищу школу біомедичних наук (англ. Graduate School of Biomedical Sciences), метою якої стало поглиблення досліджень шляхом впровадження інтерактивних и інноваційних технологій.
У партнерстві з Рокфеллерським університетом і медичним коледжем Вейл Корнелл центр провадить програму навчання MD–PhD (доктор медицини і філософії). Ця біомедична програма використовує перевагу близького розташування цих трьох закладів для співробітництва в галузі біомедичних досліджень. Також існує аналогічна програма в галузі обчислювальної біології і медицини.

## Репутація
У 2015 році організація Charity Watch присвоїла Меморіальному онкологічному центру ім. Слоуна — Кеттерінга рейтинг «А». Керівники організації отримали винагороду розміром від $2 107 939 до $2 639 669. Директор Крейг Томпсон отримав $2 554 085
Журнал US News & World Report поставив центр на друге місце у США серед онкологічних закладів у 2015—2016 роках і у 2017 році.

## Досягнення
В червні 2022 року онкологи центру Слоуна — Кеттерінга Луїс Діас і Андреа Черчек опублікували в The New England Journal of Medicine результати дослідження, що показали 100-процентну ефективність експериментального препарату під назвою «достарлімаб» (торгова назва — «Jemperli») у лікуванні раку прямої кишки.
За твердженням авторів, це перший відомий їм випадок випробування протиракового препарату, що призвів до такого високого результату.